# Autodefensa de la República de Polonia
 Autodefensa de la República de Polonia  (en polaco: Samoobrona Rzeczpospolitej Polskiej, abreviado Samoobrona RP o simplemente Samoobrona) es un partido político polaco y sindicato nacionalista, socialista, populista, y agrario. El partido promueve políticas económicas socialistas agrarias y socialistas católicas combinadas con una retórica populista de izquierdas, antiglobalización y antineoliberal. El partido se describe a sí mismo como de izquierdas, aunque subraya que pertenece a la "izquierda patriótica" y sigue la doctrina social católica. El partido simpatiza con la Polonia comunista, lo que ha llevado a los politólogos a calificar al partido de neocomunista, poscomunista y de extrema izquierda.
Aunque considerado un "camaleón político", la Autodefensa de la República de Polonia es considerada generalmente como un partido de izquierdas por historiadores y politólogos. Según Andrzej Antoszewski, la Autodefensa era un partido radical de izquierdas que, al postular la necesidad de detener la privatización y proteger los intereses de los trabajadores, a menudo se solapaba con partidos neocomunistas. En la literatura en lengua inglesa, el partido es descrito como un partido populista radical de izquierdas. A raíz de la derrota electoral de la SLD en 2005, a veces se hizo referencia a Autodefensa como la "nueva izquierda". También se le calificó de partido de izquierdas con un rostro populista-agrario. Los politólogos también lo describieron como socialista, lo que le permitió formar alianzas con la Alianza de la Izquierda Democrática. Por otra parte, su narrativa antineoliberal y nacionalista también le permitió cooperar brevemente con PiS y LPR en 2005.
Fundado por Andrzej Lepper en 1992, al partido no le fue bien al principio y no consiguió entrar en el Sejm. Sin embargo, saltó a la fama en las elecciones parlamentarias de 2001, en las que obtuvo 53 escaños, tras lo cual dio confianza y suministro al gobierno de la Alianza de la Izquierda Democrática. En las elecciones europeas de 2004 eligió a seis eurodiputados, cinco de ellos de la Unión por la Europa de las Naciones y uno del Grupo del PSE.
Cambió su apoyo a Ley y Justicia (PiS) tras las elecciones de 2005, en las que obtuvo 56 escaños en el Sejm y tres en el Senado. Lepper fue nombrado vice primer ministro en el gobierno de coalición con PiS y la Liga de Familias Polacas. En 2007, fue destituido de su cargo y el partido se retiró de la coalición. Esto precipitó unas nuevas elecciones, en las que el partido se desplomó hasta sólo el 1,5% de los votos: perdió todos sus escaños. El 5 de agosto de 2011, el líder del partido, Andrzej Lepper, fue encontrado muerto en la oficina de su partido en Varsovia. Su muerte fue declarada suicidio por ahorcamiento.

## Historia

### Evolución electoral
| Elecciones generales de Polonia |       |            |         |            |
| Año                             | Votos | Diferencia | Escaños | Diferencia |
| 1993                            | 2,78% | +2,78%     | 0       | 0          |
| 1997                            | 0,08% | -2,70%     | 0       | 0          |
| 2001                            | 10,5% | +10,42%    | 53      | +53        |
| 2005                            | 11,4% | +0,9%      | 56      | +3         |
| 2007                            | 1,5%  | -9,9%      | 0       | -56        |
| 2011                            | 0,1%  | -1,4%      | 0       | 0          |
| 2015                            | 0,03% | -0,07%     | 0       | 0          |

## Ideología y programa político
Autodefensa de la República de Polonia es un partido nacionalista, populista y aislacionista. Combina políticas económicas socialistas con una política social católica. Algunas de sus propuestas y objetivos son:
- Estado basado en la agricultura.
- Aumento de los programas sociales del gobierno.
- Fin del pago de la deuda externa.
- Introducción de una nueva tasa para las transacciones.
- Uso de las reservas financieras para obtener financiación.

Tampoco es partidario de las inversiones extranjeras o europeas en Polonia.
Las opiniones del partido son populistas y aislacionistas; también ha sido descrito como nacionalista. Politólogos como Sarah de Lange, Gerrit Voerman, Klaus Bachmann y Rafał Pankowski también describieron al partido como socialista. Los medios de comunicación también calificaron al partido de socialista, como el Gość Niedzielny, Newsweek Polska, y The Guardian. El socialismo del partido también fue subclasificado por algunos politólogos y medios de comunicación: Sarah de Lange clasificó al partido como socialista agrario, mientras que otros también lo calificaron de socialista cristiano. Otras clasificaciones incluyen el "socialismo campesino" comparable al de István Csurka, descrito como una mezcla de "ultraizquierda" y elementos nacionalistas. Samoobrona también fue descrito como socialista-populista y comparado con el Partido Comunista de Eslovaquia en ese sentido. Además, el partido fue descrito como socialista patriótico para englobar la naturaleza nacionalista y socialista del partido, así como para ajustarse a la autodescripción del partido; Samoobrona se describe a sí mismo como "izquierda patriótica". Del mismo modo, Jarosław Tomasiewicz describió a Samoobrona como nacionalista socialista, clasificando al partido como uno de los sucesores poscomunistas del Partido Obrero Unificado Polaco, explicando que Samoobrona se convirtió en el partido en el que los comunistas nacionales encontraron refugio.
El partido rechaza totalmente el capitalismo y exige una agricultura financiada por el Estado, programas sociales expansivos, el fin de los reembolsos de la deuda externa, impuestos adicionales sobre las transacciones y el uso de reservas financieras para obtener financiación, así como la nacionalización del capital extranjero. Samoobrona enfatizó constantemente su identidad de izquierdas, refiriéndose a sí mismo como "izquierda patriótica, progresista y moderna", "izquierda nacional", "izquierda católica", y también "izquierda socialista". El líder del partido, Andrzej Lepper, declaró que "las tradiciones de las que bebe Samoobrona son el Partido Socialista Polaco de antes de la guerra y el Partido Popular Polaco "Wyzwolenie", es decir, los partidos de la izquierda patriótica que este movimiento de base de polacos agraviados durante 20 años quiere representar en la escena política polaca".
La ideología del partido es muy discutida por los observadores políticos y la sociedad popular en general. Samoobrona ha sido descrito como de izquierdas, "ultraizquierdista", "nacionalista de izquierdas", "left-nationalist", populista, "que combina socialismo y populismo agrario", "campesino radical", "populista de izquierdas" y "populista-nacionalista". La politóloga polaca Olga Wysocka describe a Samoobrona como "populistas sociales (. . .) [que] combinan socialismo y populismo, y representan una forma de populismo de izquierdas". Dirigentes y miembros del partido describieron en general a Samoobrona como un amplio movimiento social patriótico basado en la doctrina social católica, y algunos utilizaron también etiquetas como "patriótico de izquierdas", "patriótico", "progresista", "nacionalista" e incluso "genuinamente centrista". El propio Andrzej Lepper se describió en última instancia como de izquierdas, declarando: "Siempre he sido y seré un hombre de izquierdas". Marek Borowski, político de izquierdas, criticó a Samoobrona por ser un "camaleón político", pero describió el partido como socialista y nacionalista. El politólogo alemán Nikolaus Werz describió a Samoobrona como un partido antiglobalista y anticapitalista que promueve políticas proteccionistas, socialistas y nacionalistas, combinadas con "una notable nostalgia por la República Popular de Polonia".
Los politólogos de lengua inglesa y polaca también describieron al partido como de extrema izquierda. Paul G. Lewis y Zdenka Mansfeldová clasificaron a Samoobrona como un partido poscomunista de Europa del Este con inclinaciones comunistas y socialistas, comparándolo con el Partido Comunista de Bohemia y Moravia, el Partido Laborista Húngaro y el Partido Comunista de Eslovaquia. El politólogo polaco Andrzej Antoszewski argumenta que los postulados de Samoobrona son coherentes con los de otros partidos neocomunistas, aunque el partido muestra inclinaciones socialistas éticas y socialcristianas únicas que no se encuentran en otros partidos de extrema izquierda de Europa del Este. El programa del partido propone un "gran programa nacional de reactivación económica", marcado por el abandono de "valores satánicos" definidos como la búsqueda del máximo beneficio, enriquecerse, la competencia despiadada, el consumismo degenerado, la comercialización total y el desprecio por los débiles. El partido también pide el abandono del "capitalismo salvaje, el libre mercado, el terror fiscal y el parasitismo monetarista-bancario"; Antoszewski describió esta retórica como particularmente característica de los partidos neocomunistas.

### Europa
En el referéndum polaco sobre la entrada de este estado centro-europeo en la Unión Europea, Samoobrona tuvo que decidir entre el sí (el conjunto de los ciudadanos estaba a favor), o votar en contra tal como propugnan su aislacionismo y euroescepticismo tradicional. Finalmente optó por hacer una campaña ambigua: en sus carteles electorales se leía "la decisión la tomas tú".
Posteriormente, ya dentro de la Unión, el partido ha participado activamente en la política europea, siendo socio fundador de un partido político europeo llamado EUDemocrats, que profesa la unidad de los partidos "centristas" y "críticos con la UE".
Forman parte del grupo Unión por la Europa de las Naciones; pero otros exmiembros, como Bogdan Golik, están en el grupo del Partido Socialista Europeo.